# Ritratto di Clarissa Strozzi
Ritratto di Clarissa Strozzi è un dipinto del pittore veneto
Tiziano realizzato nel 1542 e conservato al museo Gemäldegalerie di Berlino in Germania.

## Descrizione e stile

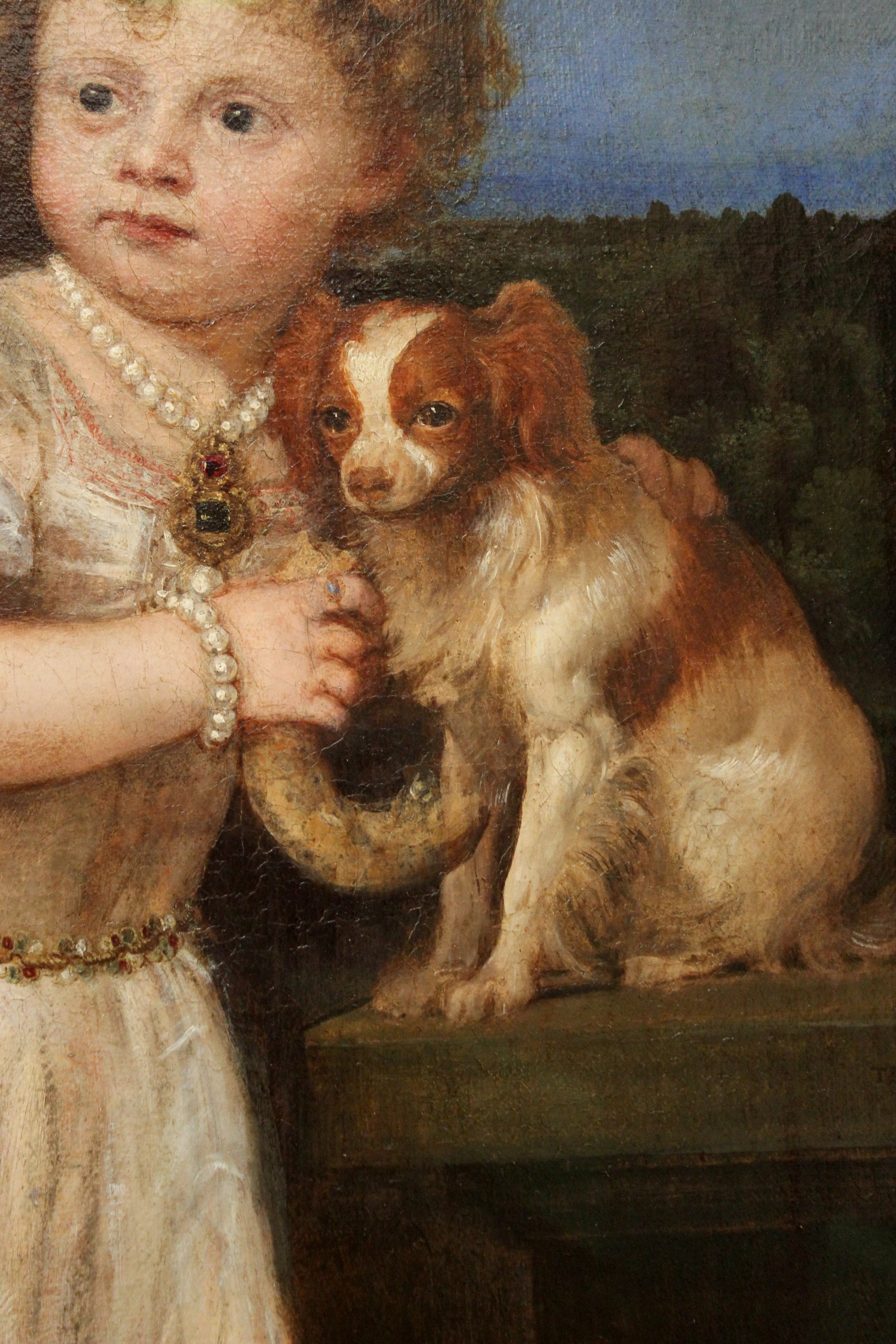
Dettaglio dell'avvicinamento al cagnolino.

Nel dipinto viene raffigurato una fanciulla dell'antica famiglia fiorentina Strozzi; essa sembra leggermente spaventata e si avvicina vicino al cagnolino come per proteggersi.  Da alcuni è considerato un esempio di uno dei ritratti di bambini più belli del mondo grazie alla colorazione e in particolare alla combinazione di colori rosso carminio, blu e giallo dorato. Questa tela è considerata un'ispirazione per i dipinti di Antoon van Dyck.